# أنيس وبدر

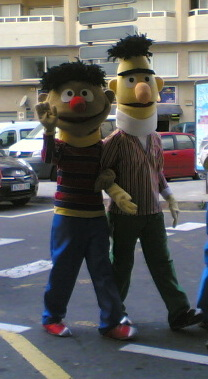
تجسيد للشخصيتان بدر (يمين) وأنيس (يسار)

أنيس و بدر ؛ بدر و أنيس شخصيتان دميتان ظهرتا في برنامج الأطفال التلفزيوني افتح يا سمسم. الشخصيتان مقتبستان من شخصيتي (Ernie) و (Bert) من البرنامج الأمريكي "شارع سمسم" (بالإنجليزية: Sesame Street) ، أُنشئت الشخصيتان بواسطة فرانك أوز وجيم هانسون. في النسخة العربية، قام بدور أنيس وبدر الممثلان عبد المطلب السـنيد وعبد القادر الشريف على الترتيب. و في النسخة المصرية يعرفان باسم "شادي وهادي" حيث شادي هو أنيس وهادي هو بدر.

## التاريخ
في البرنامج الأمريكي "شارع سمسم"، قام جيم هانسون بأداء شخصية بيرت وقام أوز بأداء شخصية إيرني، ولكن بعد يوم واحد فقط من التدريب، قاما بتبديل الشخصيات. كانت الفكرة الأصلية هي إظهار أنه على الرغم من أن شخصين يمكن أن يكون لهما خصائص مختلفة تمامًا، إلا أنهما يظلان صديقين حميمين.
وفقًا للكاتب جون ستون، عكست العلاقة بين بيرت وإيرني الصداقة الواقعية بين أوز وهانسون (حتى وفاته في عام 1990). على الرغم من الاعتقاد السائد بأن أسمائهم مأخوذة من شخصيتين ثانويتين في فيلم "إنها حياة رائعة" للمخرج فرانك كابرا، إلا أن مصادر من فريق إنتاج شارع سمسم تشير إلى أن الأسماء المتطابقة كانت محض صدفة.
يتضمن مشهد بيرت وإيرني العادي أن يأتي إرني بفكرة طائشة، ويحاول بيرت إقناعه بالعدول عنها، مما يصيبه عادةً بالإحباط ويصاب إرني بالذهول. على سبيل المثال، إذا أراد إرني أن يفعل شيئًا بصوت عالٍ وكان بيرت يفعل شيئًا هادئًا مثل قراءة كتاب أو صحيفة، فسيعلمه بيرت كيف يكون هادئًا؛ ومع ذلك، سيستمر إرني في إصدار بعض الضوضاء، مما قد يتسبب في فقدان بيرت لأعصابه أو مغادرة الغرفة.
أصبح أداء إيرني لأغنية "Rubber Duckie"، وهو يغني بمودة عن لعبة البطة الخاصة به والتي تجلبه له الفرح وقت الاستحمام، نجاحًا متواضعًا، حيث وصلت إلى المركز 16 على بيلبورد هوت 100 في سبتمبر 1970.
دولياً ، فأن البرنامج الأمريكي "شارع سمسم" تحول للعديد من اللغات، والشخصيتان أخذت أسماء مختلفة حسب المنطقة، ومنها : العالم العربي (بدر و أنيس)، وفي البرازيل "Ênio e Beto" وفي كتالونيا "Epi i Blai" وفي فرنسا "Ernest et Bart" وفي األمانيا "Ernie und Bert" وفي الهند Bert aur Ernie وفي إيطاليا "Ernesto e Berto" وفي المكسيك وكل أمريكا اللاتينية Ernie y Beto وفي هولندا "Bert en Ernie" وفي النرويج "Bernt og Erling" وفي باكستان "Annu aur Bablu" وفي بولندا "Hubert i Emil" وفي البرتغال "Egas e Becas" وفي روسيا ("Влас и Еник") وفي إسبانيا "Epi y Blas" وفي تركيا "Edi ile Büdü".

## روابط خارجية
- أنيس وبدر على موقع ميوزك برينز (الإنجليزية)
- أنيس وبدر على موقع ميوزك برينز (الإنجليزية)
- أنيس وبدر على موقع ديسكوغز (الإنجليزية)